# Vedea (Argeș)
Vedea is een Roemeense gemeente in het district Argeș.
Vedea telt 3969 inwoners.